# مصطفى خزندار
مُصْطَفَى خَزْنَدَار (اسمه الحقيقي هو جيورجيوس سترافلاكيس Giorgios Stravelakis) سياسي تونسي من أصل يوناني، ولد عام 1817 بقردميلة بجزيرة خيوس وتوفي في 26 جويلية 1878 بمدينة تونس.

## التشريفات
- نيشان الدم (تونس).

## بيبيليوغرافيا
- مصطفى خزندار: دراسة بيوغرافية واقتصادية (1837 - 1878)، عادل الكوكي، دار المسيرة، 2021